# 2.5D集成电路
2.5D集成电路（2.5D IC）是一种先进封装技术 ，将多个集成电路芯片组合在一个封装中，而不用硅通孔将它们堆叠成三维集成电路（3D-IC）。 “2.5D”一詞起源於帶有TSV的3D IC還很新且仍面臨困難的時候。 晶片設計人員意識到，3D 整合的許多優點可以透過將裸晶片並排放置在中介层上而不是垂直堆叠来实现。如果间距非常细且互连非常短，则该组件可以封装为单个组件，与类似的2D电路板组件相比，具有更好的尺寸、重量和功率特性。这种半途3D集成被戏谑地命名为“2.5D”，并且沿用至今。从那时起，2.5D被证明远远不仅仅是“通往3D的半途而废”。 一些优点有：
- 中介层可以支持异构集成，即不同间距、尺寸、材料和工艺节点的芯片。 [5]
- 并排放置芯片而不是堆叠它们可以减少热量积聚。 [6]
- 升级或修改2.5D组件就像更换新组件并修改中介层以适应需求一样简单；比返工整个3D-IC 或单片系统（SoC）更快、更简单。

一些复杂的2.5D组件甚至包含TSV和3D组件。多家代工厂支持2.5D封装。2.5D组装的成功催生了“芯粒”——小型功能电路块，旨在以混合搭配的方式组合在中介层上。一些高端产品 已经利用了这些乐高风格的小芯片；一些专家预测将会出现全行业的芯粒生态系统。